# HD138213
HD138213 — хімічно пекулярна зоря спектрального класу A3, що має видиму зоряну величину в смузі V приблизно  6,0.
Вона  розташована на відстані близько 478,9 світлових років від Сонця.

## Фізичні характеристики
Зоря HD138213 обертається 
досить швидко 
навколо своєї осі. Проєкція її екваторіальної швидкості на промінь зору становить  Vsin(i)= 54км/сек.